# Evan Bruinsma
Evan John Bruinsma (New Era, 9 september 1992) is een Amerikaans basketballer.

## Carrière
Bruinsma speelde collegebasketbal voor de Detroit Mercy Titans van 2010 tot 2014. In 2015 tekende hij voor de Luxemburgse Amicale Steinsel. Voor het seizoen 2015/16 tekende hij bij het Tsjechische Tuři Svitavy. In de zomer van 2016 tekende hij in de Bulgaarse competitie bij Rilski Sportist. Op 20 juli 2017 contracteerde Donar, uitkomend in de Dutch Basketball League (DBL), Bruinsma voor één seizoen. Op 16 november 2017 kreeg Bruinsma de titel FIBA Europe Cup Top Performer van ronde 4 nadat hij 34 punten scoorde en 10 rebounds pakte, waardoor hij een efficiency had van 40, in een 94–56 overwinning tegen het Bosnische team Bosna. Op 25 januari kreeg Bruinsma de Top Performer titel van de FIBA Europe Cup voor de tweede keer in het seizoen 2017–18. Deze keer scoorde hij 23 punten en pakte hij 9 rebounds in een 95–72 overwinning tegen U BT Cluj-Napoca. Op 23 april 2018 werd Bruinsma's seizoen bekroond met een plaats in het All-DBL Team. Met de club won hij dit seizoen het DBL kampioenschap en de NBB Beker.
In 2018 tekende hij in de Hongaarse competitie bij Falco Szombathely waar hij een seizoen speelde en landskampioen werd. In 2019 tekende hij voor het Duitse Medi Bayreuth en speelde er tot in mei 2020. Hij tekende daarna bij Hapoel Be'er Sheva BC voor de rest van het seizoen. In de zomer van 2020 tekende hij opnieuw bij Falco Szombathely en werd dat seizoen opnieuw landskampioen en won de beker. In 2021 tekende hij bij Büyükçekmece Basketbol in de Turkse competitie. Na een seizoen tekende hij bij Manisa BB opnieuw in de Turkse competitie. In 2023 keerde hij terug naar Büyükçekmece Basketbol.

## Erelijst
- Nederlands landskampioen: 2018
- NBB-Beker: 2018
- Hongaars landskampioen: 2019, 2021
- Hongaars bekerwinnaar: 2021